# Ракита (Плевенська область)
Раки́та (болг. Ракита) — село в Плевенській області Болгарії. Входить до складу общини Червен-Бряг.

## Населення
За даними перепису населення 2011 року у селі проживали 876 осіб.
Національний склад населення села:
| Національність   | Кількість осіб | Відсоток |
| ---------------- | -------------- | -------- |
| болгари          | 762            | 93,7%    |
| цигани           | 25             | 3,1%     |
| турки            | 12             | 1,5%     |
| Всього відповіли | 813            |          |

Розподіл населення за віком у 2011 році:
Динаміка населення: